# Hubert Fournier
Hubert Fournier (ur. 3 września 1967 w Riom) – francuski trener piłkarski oraz piłkarz występujący na pozycji obrońcy, od 23 maja 2014 do 24 grudnia 2015 menadżer Olympique Lyon.

## Kariera trenerska
W 2008 roku Fournier przez krótki czas prowadził Gueugnon. Dwa lata później objął Stade de Reims, z którym w pierwszym sezonie dotarł do ćwierćfinału Pucharu Francji, zaś w drugim zdobył wicemistrzostwo Ligue 2, dzięki czemu klub po raz pierwszy od 33 lat awansował do Ligue 1. 23 maja 2014 roku został mianowany menadżerem Olympique Lyon. 24 grudnia 2015 został zwolniony z funkcji trenera Olympique Lyon.